# Municipio de Perkiomen
El municipio de Perkiomen  (en inglés: Perkiomen Township) es un municipio ubicado en el condado de Montgomery en el estado estadounidense de Pensilvania. En el año 2000 tenía una población de 7.093 habitantes y una densidad poblacional de 566,6 personas por km².

## Geografía
El municipio de Perkiomen se encuentra ubicado en las coordenadas 40°15′06″N 75°27′29″O / 40.25167, -75.45806.

## Demografía
Según la Oficina del Censo en 2000 los ingresos medios por hogar en la localidad eran de $74,878 y los ingresos medios por familia eran $82,046. Los hombres tenían unos ingresos medios de $52,358 frente a los $37,379 para las mujeres. La renta per cápita para la localidad era de $27,800. Alrededor del 3,6% de la población estaban por debajo del umbral de pobreza.